# Xanthoparmelia schmidtii
Xanthoparmelia schmidtii är en lavart som beskrevs av Hale. Xanthoparmelia schmidtii ingår i släktet Xanthoparmelia och familjen Parmeliaceae.   Inga underarter finns listade i Catalogue of Life.